# Реджинальд Фиц-Джоселин
Реджинальд Фитц Джоселин (англ. Reginald fitz Jocelin; ок. 1140 — 26 декабря 1191) — епископ Бата и Уэллса (1174—1191), избранный архиепископ Кентерберийский (1191).

## Биография
Реджинальд Фитц Джоселин был сыном епископа Солсбери Джоселина де Бохона, его мать предположительно принадлежала к Савойской династии — графам Морьен. Родился около 1140 года и воспитывался в Италии, поэтому иногда его называют Реджинальд Италус или Реджинальд Ломбардус. К 1161 году отец назначил его архидиаконом Уилтшира, предположительно в 1162 году он вошёл в окружение архиепископа Кенерберийского Томаса Бекета. В 1163—1164 годах изучал филологию в Париже, куда приехал с рекомендательными письмами папы римского Александра III и обрёл поддержку короля Людовика VII.
Не получив научной степени, Реджинальд вернулся в Англию и примерно с 1167 года состоял при короле Генрихе II. При жизни Томаса Бекета и после его убийства несколько раз представлял интересы короля в переговорах с римской курией. В 1173 году стал при поддержке Генриха II епископом Бата и Уэллса в числе «четырёх врагов Мученика», возвышенных после гибели Бекета в епископское достоинство при содействии короля. Генрих Молодой, сын короля, оспорил в Риме это избрание, как и избрание Ричарда Дуврского на Кентерберийскую кафедру, но Реджинальд сумел оправдаться (по мнению ряда исследователей, дав взятку Папе). Епископское рукоположение состоялось 23 июня 1174 года, а интронизация — 24 ноября 1174 года в Бате.
Реджинальд зарекомендовал себя решительным противником проекта епископа Кентерберийского Болдуина Фордского, пытавшегося учредить храм Святого Стефана и Томаса Мученика в противовес Кентерберийскому собору, поэтому после смерти Болдуина 19 ноября 1190 года кентерберийские монахи 27 ноября 1191 года избрали Реджинальда на Кентерберийскую кафедру, стараясь предупредить решение на этот счёт епископов. Юстициарий Уолтер де Кутансе оспорил избрание, а 24 декабря 1191 года, до завершения процедуры апелляции, Реджинальда разбил паралич во время поездки в Догмерсфилд (Хэмпшир), а 26 декабря 1191 года он умер. Похоронен в день памяти Томаса Кентерберийского, 29 декабря 1191 года, в Батском аббатстве.